# Katalansk litteratur

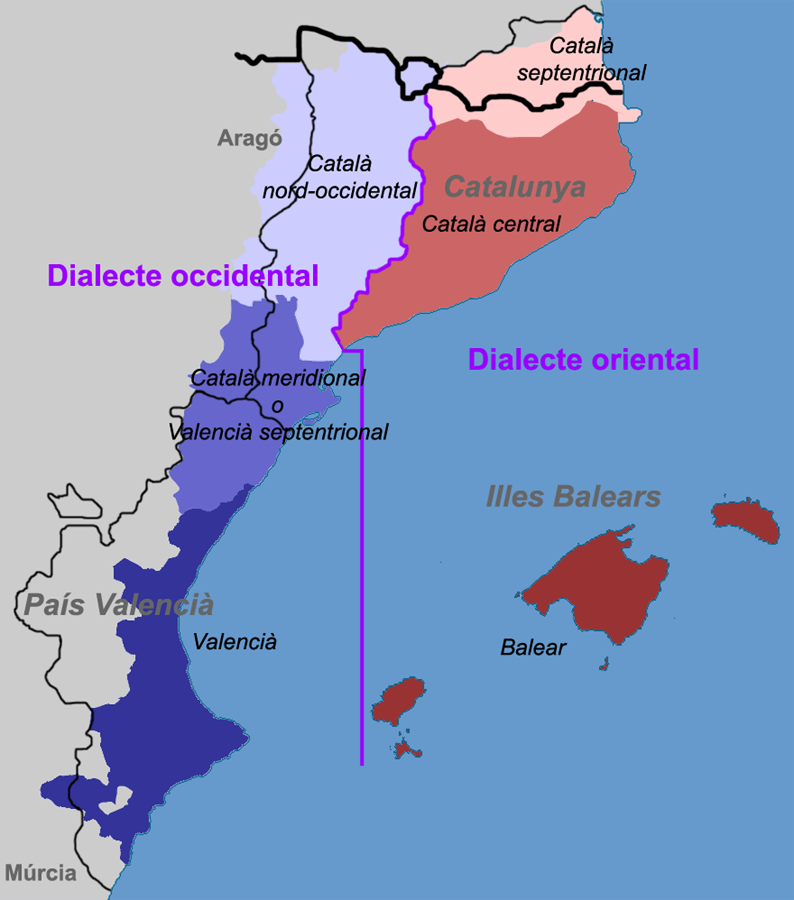
Katalansk litteratur har främst skrivits i de regioner som idag utgörs av områden i östra Spanien. Där finns valencianskan i sydväst, baleariskan i sydöst och inte minst själva språkområdet i Katalonien centrerat kring Barcelona.

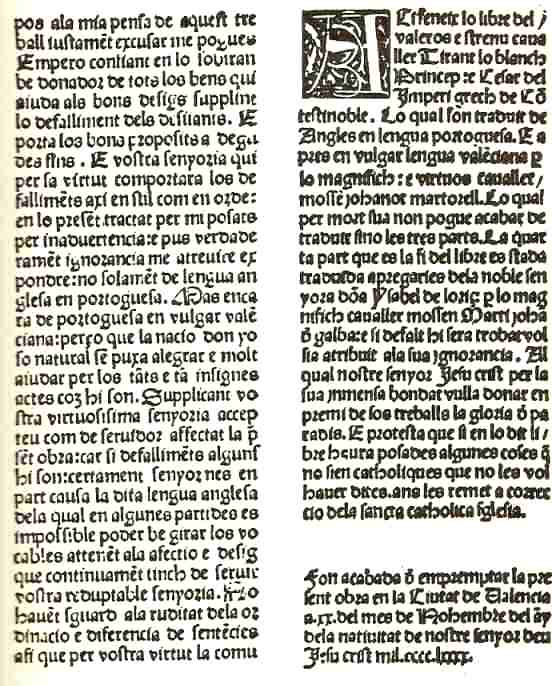
Tirant den Vite av Joanot Martorell, en mycket inflytelserik riddarroman.

Katalansk litteratur är den vanliga benämningen för litteratur skriven på katalanska. Den har producerats både i Katalonien, i Valenciaregionen (där språket kallas valencianska), på Balearerna och av katalanskspråkiga författare på andra orter.
Den katalanska litterära traditionen har en lång historia som började på medeltiden. Den fick en romantiskt präglad 1800-talsrenässans (katalanska: Renaixença) ägnade den förnyat intresse och delade in traditionen i olika perioder. Den sekellånga perioden Decadència, som följde på den gyllene epoken för valenciansk litteratur, uppfattades som undermålig och helt utan litterära verk av rang. Forskning har gjorts för att försöka förklara orsaken till den kulturella nedgången, och senare har man kommit att börja omvärdera den här perioden.
Katalansk litteratur återuppstod i större skala på 1800- och det tidiga 1900-talet. I samband med spanska inbördeskriget inleddes en ny nedgångsperiod, där många intellektuella tvangs i exil och katalanska kulturyttringar förbjöds. Efter andra världskriget minskade dock förtrycket av katalansk kultur, och vissa katalanska evenemang blev åter tillåtna. Bland annat började man arrangera officiella tävlingar för att ge pris åt de bästa litterära verken på katalanska.

## Medeltiden

### Bakgrund
Det romanska språket katalanska utvecklades ur vulgärlatinet, då det under medeltiden blev ett språk särskilt från latin. Litterärt bruk av katalanska inleddes via religiösa texter (kända som Homilies d'Organyà) i slutet av 1000- eller början av 1100-talet, även om tidiga katalanska texter producerades redan under 800-talet. Texter på katalanska blev vanliga först på 1200-talet. Den äldre "Cançó de Santa Fe", författad 1054–76, kan antingen ha haft katalansk eller occitanskt ursprung. En annan tidig katalansk dikt är "Augats, seyós qui credets Déu lo Payre", klagodikt om Jungfru Maria från mitten av 1200-talet.
Ramon Llull (1200-talet) var en av de stora medeltida författarna på katalanska. Han räknas med sina 250 bevarade verk som den stora pionjären inom den katalanska litterära traditionen, tydligt åtskild från samtidens occitanskspråkiga litteratur, och genom hans försorg försågs katalanskan och katalansk kultur med ett stort antal ord och filosofiska begrepp.

### Les quatre grans cròniques
Under 1200- och 1300-talet skrevs fyra stora litterära krönikor över tidens kungar och historiska gestalter i det aragonska kungadömet. De är kända som:
- Crònica de Jaume I (av Jakob I av Aragonien)
- Crònica de Bernat Desclot (av Bernat Desclot)
- Crònica de Ramon Muntaner (av Ramon Muntaner)
- Crònica de Pere el Cerimoniós (av Peter IV av Aragonien)

### Lyrisk poesi
Det första större litteraturen i något romansk språk var trubadurernas lyriska poesi på occitanska. Före 1300-talet var skillnaden mellan occitanska och katalanska knappt skönjbar, så de flesta katalanska poeter skrev företrädesvis på occitanska (lingua franca i delar av medelhavsområdet). Den första katalanska trubaduren (trobador) kan ha varit Brenguier de Palazol, som sedan cirka 1150 producerade kärlekssånger i den höviska traditionen. En generation senare framträdde Guerau de Cabrera och Guillem de Berguedan.
Under den här tidiga perioden understöddes occitansk litteratur av Kataloniens styrande, vilket inte var ologiskt med tanke på deras djupa engagemang/stora inblandning i Occitaniens politik och i deras roll som grevar av Provence. Alfons II var mecenat åt många kompositörer – inte bara de från Katalonien – och skrev till och med egen occitansk poesi. Traditionen med kungliga trubadurer fortsatte med hans efterföljare Peter III och Jakob II och Fredrik II av Sicilien.
Den flitigaste av de katalanska trubadurerna under occitanskans framväxt som litteraturspråk var Cerverí de Girona. Han lämnade efter sig mer än 100 olika skrifter och blev den mest produktiva trubaduren oavsett språk.
I början av 1300-talet satte Raimon Vidal från orten Besalú samman en poetisk grammatikbok betitlad Razos de trobar ('Komponerandets syften'). Detta var den tidigaste och möjligen också mest inflytelserika läroboken om occitansk lyrik. Den lyriska trubadurtraditionen följde med katalanerna till Sicilien senare under 1200-talet, där Jaufre de Foixa skrev en Regles de trobar ('Komponerandets regler') baserad på Vidals tidigare verk. En tredje bok om trubadurernas språk och lyrikförfattande var Mirall de trobar ('Komponerandets spegel'), skriven av Mallorcabon Berenguer d'Anoia.

### Tirant den Vite
Joanot Martorells episka hjälteroman Tirant den Vite (katalanska: Tirant lo Blanc) publicerades ursprungligen 1490. Den var ett av sin tids mest inflytelserika litterära verk och var det sista större verk inom den katalanska litteraturen före 1800-talet.

## Senare århundraden

### La Decadència
Under perioden från sent 1400-tal och fram till 1700-talets slut skrevs en stor mängd litterära verk inom den kastilianska litteraturen, medan katalansk litteratur samtidigt hamnade i ett kulturellt bakvatten som betitlats La Decadència ('Nedgången'). Under dessa århundraden försvann katalanskan successivt som litterärt språk, och det fanns inte längre några kulturella mecenater – inte ens i det gamla kärnområdet i nordöstra delen av halvön. Nedgången för katalanskan sägs ofta ha inletts efter skapandet av det förenade Spanien 1479 och den spanska expansionen mot det nyupptäckta Amerika, vilket ledde till att det katalanska området skulle hamnat i ett kulturellt bakvatten. Denna romantiska syn på kulturutvecklingen populariserades av 1800-talets författare inom den kulturella strömningen Renaixença. Senare litterära upptäckter av viktiga verk från de här århundradena har dock bidragit till att modifiera betydelsen av nedgången.

### La Renaixença

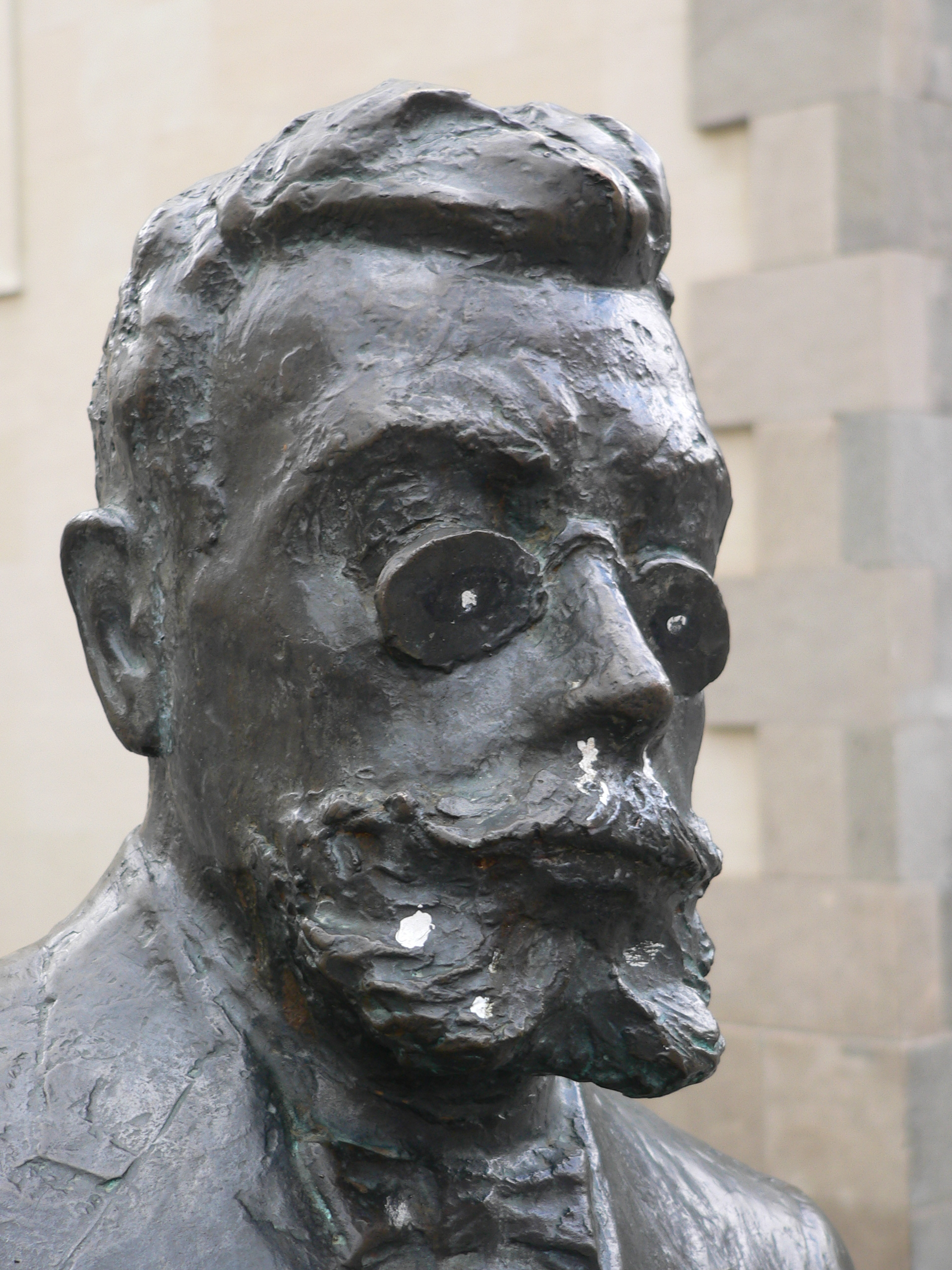
Àngel Guimerà.

De första romantiska författarna i Katalonien och Balearerna valde att skriva på spanska. Romantikens författare började inte skriva på katalanska förrän den romantiska nyuppväckelsen senare under 1800-talet. Denna rörelses födelse sätts ofta samman med Bonaventura Carles Aribau och hans Oda a la Pàtria ('Ode till Fosterlandet'), som kom samtidigt som den "borgerliga revolutionen" i Katalonien.
Den litterära katalanska renässansen delade många drag med annan europeisk romantik, men den skapade en egen form genom sin beundran för medeltiden och dess tendens till språkliga utsmyckningar och nödvändigheten att skapa en ny språkstandard. Senare författare påverkades djupt av både realism och naturalism. Det viktigaste författarnamnet under La Renaixença var Jacint Verdaguer, mannen bakom Kataloniens nationalepos.

### El Modernisme
Den naturliga fortsättningen på La Renaixença var en litterär modernisme, vilken fortfarande visade upp romantiska drag men ägnade mer plats åt livets och naturens mörkare sidor. Inom poesin följde den stilen hos Les parnassiens och symbolisterna. Rörelsen delades upp mellan författare med mörkare, dekadentiska teman – klassificerade under namnet Bomèmia Negra – och de som mer ägnade sig åt esteticism – kända som anhängare av Bohèmia Daurada eller Bohèmia Rosa. Santiago Rusiñol, Joan Maragall och Joan Puig i Ferreter tillhörde periodens mest inflytelserika namn.

### El Noucentisme
Den kulturella och politiska rörelse som är känd som Noucentisme framträdde i början av 1900-talet. Detta var en period av stark ekonomisk tillväxt i det nyligen industrialiserade Katalonien, och Noucentisme var en mestadels konservativ reaktion mot Modernisme och avantgarde. Noucentisterna förespråkade välgjorda verk och satte de grekiska och latinska klassikerna som litterära modeller. I detta sammanhang är det viktigt att nämna verken av Miguel Costa y Llobera och Joan Alcover, baleariska poeter som utvecklade sitt arbete parallellt med modernismens höjdpunkt, samtidigt som de presenterade en litteraturuppfattning som definitivt stod i kontrast till den, och var mer i linje med klassisk poesi, vilket därmed utgjorde ett betydande föregångare till Noucentisme.
Dess klassicism sattes samman med slagordet "tillbaka till skönheten". Den nya litteraturen, med dess utarbetade form och längtan till språklig perfektion, anklagades av modernisterna för att vara överdrivet känslosam och konstgjord. Noucentisme syntes främst inom poesin, med  Josep Carner och Carles Riba som viktiga företrädare.

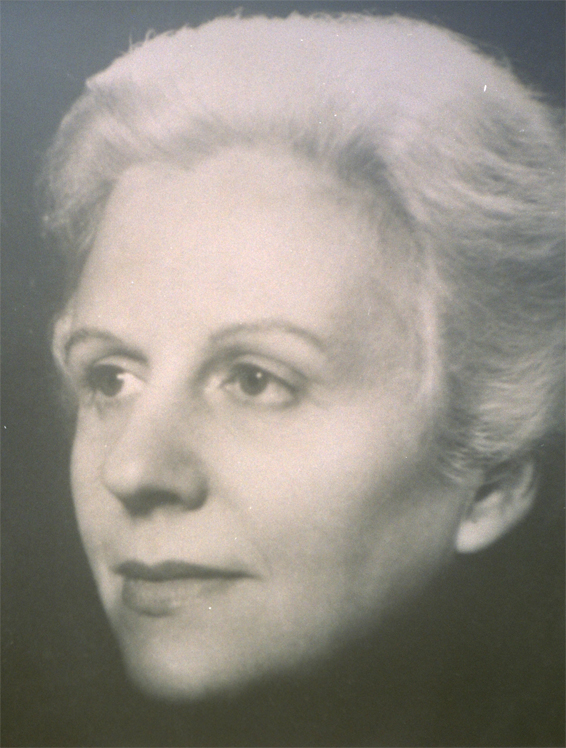
Mercè Rodoredas Diamanttorget (1962) inledde en ny epok inom katalansk litteratur.

### Diktatur, exil och politisk transition
Efter en period präglad av hoppfullhet (1931–39 hade Katalonien en regional autonomi samt ett självständigt katalanskt universitet.) och hastig tillväxt kom spanska inbördeskriget. Francisco Francos regim (från 1939) tvang därefter många katalanska vänsterintellektuella i exil, inför hotet av politisk förföljelse.
Under de första åren av Francos diktatur syntes katalanska knappt alls inom massmedier och litteratur. Utgivningen på katalanska upphörde dock inte helt och hållet, och enstaka namn som poeten Salvador Espriu fortsatte att publicera sig på språket under perioden.
De hårda reglerna omkring katalanska kulturyttringar lättades successivt upp. Från och med 1960-talet blev det åter tillåtet att utan restriktioner trycka skrifter på katalanska, med undantag för politiska skrifter som fortfarande var utsatta för förbud i landet oavsett språk.
Katalanska litterära priser hade skapats så tidigt som 1947 (Premi Joanot Martorell). Därefter följde Premi Carles de la Riba (1950), Victor Català (1953) och Lletra d'Or (1956). Från och med 1951 accepterade Kataloniens främsta litterära tävling (Premio Ciudad de Barcelona) tävlingsbidrag på katalanska.
1962 publicerade Mercè Rodoreda Diamanttorget. Detta var det sannolikt viktigaste pionjärverket inom den nya katalanska litteraturen, eftersom det kunde nå en bredare publik på grund av de nya katalanska medierna och spridningen av läskunnighet på språket. 1963 vann Spanien en internationell sångtävling med en sång sjungen på katalanska.
Senare under 1960-talet publierade Josep Pla vad som betecknats som mästerverket inom den samtida katalanska litteraturen – El Quadern Gris (1966). Den katalanska kulturorganisationen Òmnium Cultural, som grundats 1961, kunde 1967 börja sprida verk på katalanska. Salvador Espriu, som fått publicerat de flesta av sina verk på katalanska, var 1971 en kandidat till Nobelpriset i litteratur.
Efter den demokratiska övergången till demokrati efter Franco (1975–78) kom 1980 års återupprättande av den katalanska regionregeringen (Generalitat de Catalunya). Därefter har det litterära livet och bokutgivningen på katalanska återvänt till det normala, och den litterära produktionen på katalanska stöds aktivt av en aktiv kulturpolitik som syftar till att skydda katalansk kultur.
Andra viktiga författare från andra halvan av 1900-talet inkluderar Joan Brossa, Agustí Bartra, Manuel de Pedrolo, Pere Calders och Quim Monzó.

## Lista över katalanskspråkiga författare och poeter (urval)
- Katalanskspråkiga författare